# EC Dorsten
Der EC Dorsten war ein Eishockeyverein aus Dorsten in Nordrhein-Westfalen.

## Geschichte
Im Herbst 1986 nahm der EC Dorsten den Spielbetrieb in der Bezirksliga auf. Obwohl die Dorstener Tabellenletzter wurden gelang durch eine Entscheidung am Grünen Tisch der Aufstieg in die Landesliga. Die verstärkte Mannschaft verpasste 1988 nur knapp hinter dem EHC Münster einen weiteren sportlichen Aufstieg. Erneut profitierten die Dorstener von einer Entscheidung am Grünen Tisch und der Verein spielte ab 1988 in der NRW-Liga. Dort wurde die Mannschaft Dritter und qualifizierte sich für die Relegation zur Regionalliga West, wo schließlich der Aufstieg gelang. 1991 gelang der Aufstieg in die Oberliga Nord. Höhepunkt der Saison war das Spiel beim Frankfurter ESC vor 6000 Zuschauern. Zwar konnten die Dorstener sportlich die Klasse halten, finanzielle Probleme und rückläufige Zuschauerzahlen zwangen den Verein zum freiwilligen Rückzug in die NRW-Liga.
Dort wurden die Dorstener Vizemeister hinter dem EV Duisburg und schafften in der folgenden Qualifikationsrunde den Aufstieg in die Regionalliga Nord. Dort belegte die Mannschaft in der Saison 1993/94 Platz sieben und erreichte die Qualifikationsrunde zur Oberliga Nord. Doch erneut geriet der Verein trotz hoher Zuschauerzahlen in finanzielle Schwierigkeiten. Nachdem die Mannschaft kurz vor Abschluss der Qualifikationsrunde nicht angetreten war, wurde die Mannschaft vom Spielbetrieb ausgeschlossen. Anschließend wurde der EC Dorsten aufgelöst.

## Nachfolgeverein EJ Dorsten
Als Nachfolgeverein wurde der Club EJ Dorsten mit dem Beinamen Die Wölfe gegründet. In der ersten Saison bot der Verein nur Junioreneishockey an. In der Saison 1995/1996 startete wieder eine Seniorenmannschaft, die in die NRW-Liga eingeteilt wurde. Als Tabellendritter qualifizierte sich das Team für die Relegation zur 2. Liga Nord, wo die Dorstener nur Vorletzter wurden. Nach einer Ligareform spielten die Dorstener ab 1998 in der Regionalliga West, wo der Verein 1999 durch zwei Finalsiege gegen die Kölner Junghaie den Regionalliga-Pokal gewannen. Die folgende Saison 1999/2000 sollte zur erfolgreichsten der Vereinsgeschichte werden. Zunächst wurden die Wölfe Vizemeister der Regionalliga hinter dem Herforder EC und belegten in der folgenden Endrunde der norddeutschen Regionalligen den vierten Platz.
Am Saisonende fiel die erfolgreiche Mannschaft auseinander. Zwar gelang in der folgenden Saison 2000/2001 knapp der Klassenerhalt, jedoch zog der Verein seine Mannschaft in die Bezirksliga zurück. Überlegen sicherten sich die Dorstener die Meisterschaft und stiegen in die Landesliga auf, wo die Wölfe auf Anhieb Vizemeister hinter dem EHC Wesel wurden. Auch in der Verbandsligasaison 2003/2004 wurden die Dorstener Vizemeister, dieses Mal hinter dem EHC Troisdorf. Nach diesen drei Aufstiegen in Folge waren die Dorstener zurück in der Regionalliga. Dort war die Mannschaft sportlich chancenlos, zudem beherrschten Querelen um den Vorstand das Geschehen. Am 30. Januar 2005 trat der EJ Dorsten zum letzten Spiel seiner Vereinsgeschichte gegen den ESC Trier an, ehe der Verein aufgelöst wurde.

## Persönlichkeiten
- Thomas Franta (* 1977)
- Rob Hrytsak (* 1965)
- Doug Moffatt (* 1964)
- Benjamin Musga (* 1982)
- Dave O’Brien (* 1962)
- Raimund Peschke (* 1967)
- Jiří Šmíček (* 1963)
- Esther Thyssen (* 1979)
- Perry Turnbull (* 1959)